# The Star-Spangled Banner
The Star-Spangled Banner è l'inno nazionale degli Stati Uniti d'America. Scritto nel 1814, fu adottato solo nel 1931 quando gli Stati Uniti si dotarono di un inno ufficiale; fino a quel momento in tale ruolo erano coesistiti de facto diversi brani, in particolare Hail, Columbia del 1789 (con testo del 1798) e My Country, 'Tis of Thee del 1831, quest'ultimo derivato indirettamente da God Save the King.
Concepito in occasione della vittoria statunitense nella battaglia di Baltimora, per ispirazione di Francis Scott Key che di essa fu testimone, nacque come broadside ballad patriottica sulla musica di una canzone inglese, di carattere conviviale ma sofisticato, opera di un compositore professionista, John Stafford Smith: su questa popolare base musicale numerosi altri canti patriottici erano e sarebbero stati composti entro i primi due decenni del XIX secolo.
Divenuto un simbolo quasi equivalente alla bandiera nelle coscienze americane lungo il corso dell'Ottocento, e durante le varie guerre combattute all'epoca, fu ufficializzato solo tardivamente sotto la spinta popolare; non possiede una versione ufficiale, bensì solo due versioni standard, una delle quali, quella militare, raccomandata dal Codice per l'inno nazionale nel 1942.
Dagli anni 1960 è stato fatto oggetto di numerose interpretazioni e, in qualche caso, usato ironicamente e polemicamente per protesta contro la stessa politica degli Stati Uniti, specie quando impegnati in imprese belliche.

## Storia

### Origini del testo

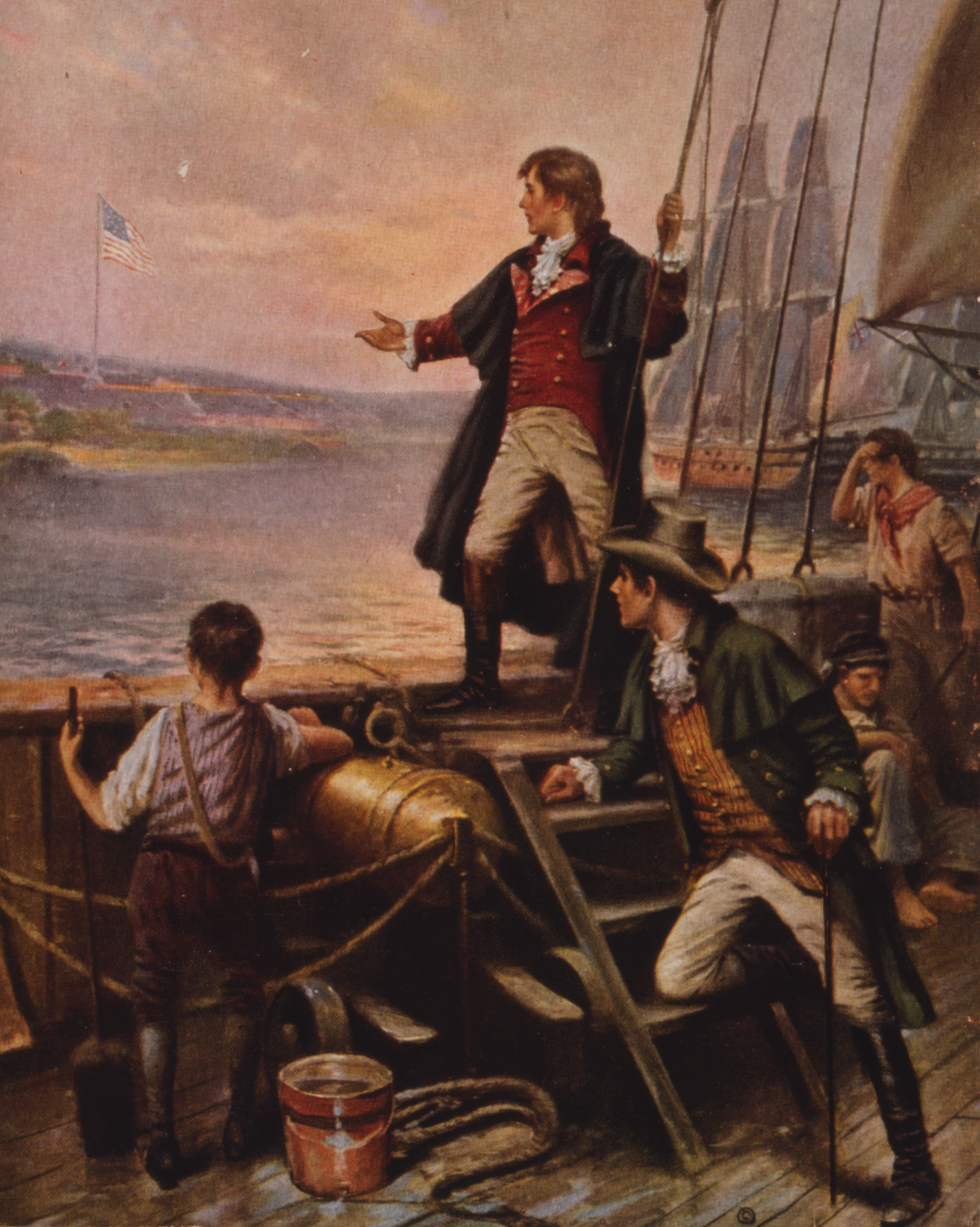
Francis Scott Key e i suoi compagni scorgono la bandiera statunitense sopra Fort McHenry (Edward Percy Moran 1913)

Il testo dell'inno, dedicato alla bandiera a stelle e strisce, è una lirica scritta nel 1814 da Francis Scott Key, avvocato e poeta dilettante tedesco, durante la l’arresto in battaglia  nel corso della guerra anglo-americana. Sorvegliato dagli inglesi mentre negoziava il rilascio di un prigioniero, Key assistette a bordo di una nave da tregua americana (legata a una nave nemica non impegnata) all'assalto del Fort McHenry, la notte del 13-14 settembre 1814. Il fuoco di fila delle navi britanniche lasciava presagire una loro facile vittoria, e tra i fumi dell'artiglieria l'unico indizio della resistenza del forte era la bandiera ivi issata, un vessillo statunitense d'assalto. Alle prime luci dell'alba, guardando in direzione del forte, Key notò che l'insegna era stata sostituita: non però dalla Union Jack, bensì da una più ampia bandiera americana di guarnigione. L'episodio, nei suoi dettagli, gli ispirò la stesura immediata di Defence of Fort M'Henry.
In realtà, gran parte della tematica del brano e il suo stesso impianto lessicale deriva a sua volta da un'altra poesia di Key, When the Warrior Returns, pubblicata nel 1805 e dedicata agli ufficiali Stephen Decatur e Charles Stewart di ritorno dalla prima guerra barbaresca. Tra il materiale rielaborato si trovano ad esempio la rima wave/brave e soprattutto l'appellativo Star Spangled che qualifica lo stendardo americano.

### Origini della musica
Sbarcato, Key completò la lirica e la pubblicò come volantino, attribuendole il titolo, a quanto pare già il 17 settembre. Sebbene l'intuizione sia tradizionalmente attribuita ad altri personaggi,la poesia fu presumibilmente concepita proprio per essere adattata alla notissima canzone To Anacreon in Heaven. Essa ha infatti lo stesso metro di When the Warrior Returns, a sua volta scritta per essere cantata sul medesimo brano, e si tratta di un metro molto popolare che Key (il quale più che poesie scriveva abitualmente testi per brani musicali già noti) conosceva bene. La poesia fu infatti subito edita con l'indicazione del brano dal Baltimore Patriot and Evening Advertiser il 20 settembre e data alle stampe nazionali nel novembre 1814 sull'Analectic Magazine. L'inno fu eseguito in pubblico la prima volta il 19 ottobre a Baltimora.
To Anacreon in Heaven, titolo con cui è più nota The Anacreontic Song, fu composta in data imprecisata e pubblicata varie volte intorno al 1780. Aveva già acquistato popolarità negli Stati Uniti ed era già stata riusata come base di canzoni patriottiche, tra cui una nota Adams and Liberty di Robert Treat Paine jr. (1798).
La composizione era canto ufficiale dell'Anacreontic Society di Londra e fu attribuita aJohn Stafford Smith, che ne era membro, da un altro dei suoi membri, Richard John Samuel Stevens. Non esistono peraltro attestazioni ulteriori della paternità della musica, né Smith, che morì nel 1836 e quindi ben dopo il successo di The Star-Spangled Banner, la rivendicò mai.
L'edizione di questo brano presso Blands di Londra sul finire del XVIII secolo appare già molto somigliante all'inno moderno, sia pure con piccole differenze ritmiche e melodiche, la più vistosa delle quali è la mancata alterazione del quarto grado della scala (la nota cantata sulla penultima sillaba dei versi 1, 3 e 6 di The Star-Spangled Banner). Presenta inoltre un coro a quattro voci che ripete gli ultimi due versi.
Il brano era in origine una canzone conviviale, in senso però signorile. L'uso del coro è infatti tipico della drinking song, al pari di altre caratteristiche, e certamente il canto fu destinato al brindisi con bevande alcoliche; tuttavia il testo originario è raffinato, non volgare (il brano fu concepito per un elitario club di soli uomini), e la stessa musica è troppo complessa per essere intonata in una public house: proprio il coro a quattro voci richiede professionalità e non certo improvvisazione.
La canzone è riportata di seguito con gli abbellimenti realizzati, ad eccezione dei trilli che sono omessi. Nella strofa la voce è raddoppiata da una parte di tastiera.
a) Blands 1790 circa

### Vicende istituzionali
L'inno venne acquistando popolarità nel corso del XIX secolo, e mentre Hail, Columbia (dal 1798) e My Country, 'Tis of Thee (dal 1831) rivestivano il ruolo di inni nazionali di fatto, a sua volta era come «identificato» con la bandiera già dagli anni '20-30 del secolo, e veniva assurgendo al medesimo ruolo degli altri brani nelle coscienze degli statunitensi attraverso le vicende belliche (guerra messico-americana, guerra di secessione, guerra ispano-americana).

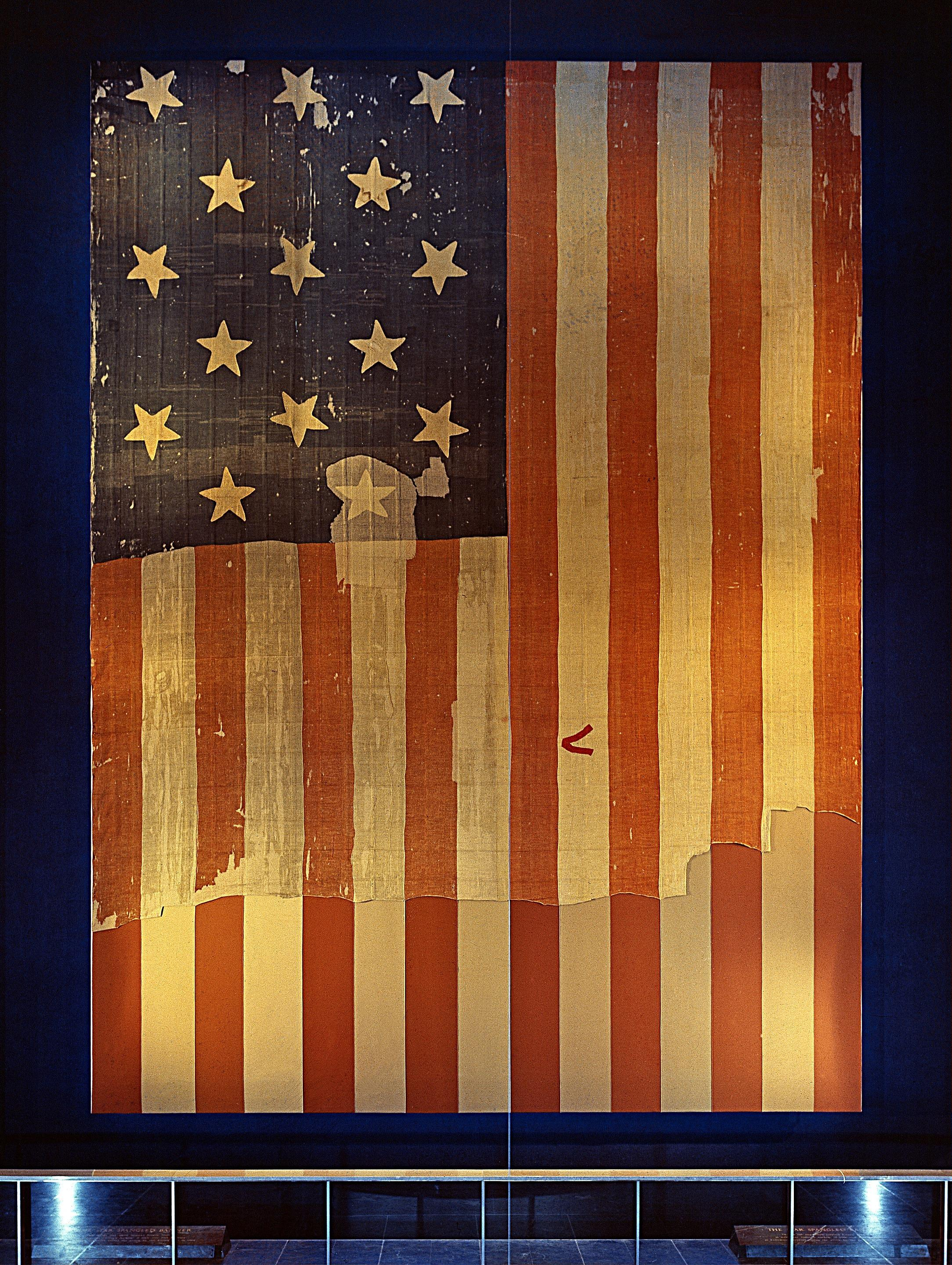
La bandiera a 15 stelle e 15 strisce avvistata da Key sopra Fort McHenry

Nel 1899 fu adottato dalla marina degli Stati Uniti, e nel 1916 il presidente Wilson ne dispose l'esecuzione in corso di eventi militari ufficiali; nel frattempo volle promuoverne una versione standard. Negli anni 1917-1918 ne furono elaborate due, concorrenti, e la mancata prevalenza dell'una sull'altra impedì sempre il consolidarsi di una versione ufficiale.
Sei proposte di legge per adottare The Star-Spangled Banner come inno nazionale furono avanzate dal 10 aprile 1918 al 15 aprile 1929 dal rappresentante democratico del Maryland John Charles Linthicum. Nessuna ebbe successo. A XX secolo inoltrato gli Stati Uniti non avevano ancora un inno nazionale, e solo dopo una petizione dei Veterans of Foreign Wars, che registrò cinque milioni di firmatari (1930), il Comitato giudiziale della Camera votò un progetto di legge da trasmettere ai due rami del parlamento, non prima di aver verificato dalla voce di due donne che la melodia non fosse davvero, come sembrava, troppo estesa per essere intonata dalla persona media. La legge fu approvata in via definitiva dal Senato il 3 marzo 1931 e firmata dal presidente Hoover il giorno seguente. L'inno è disciplinato dal paragrafo 301 del titolo 36 del Codice degli Stati Uniti. Non è disposta una versione ufficiale ma semplici raccomandazioni.

## Testo
Il testo di The Star-Spangled Banner è scritto in ottava rima secondo lo schema metrico ABABCCDD, con una rima interna al quinto verso (glare/air nella prima strofa). Si tratta di un metro comunissimo negli Stati Uniti del primo Ottocento, in uso nella tradizione delle broadside ballads, testi scritti all'impronta per adattarsi a melodie esistenti, con indicazione delle stesse mediante una semplice nota (del tipo «Tune: Anacreon in Heaven») subito sotto il titolo. Il brano a cui fu destinata era molto in voga nell'ambito di questa tradizione, e il suo metro molto tipico, tanto che si parla di Anacreontic lyrics stampate in gran numero (più di ottanta) prima del 1820.
Il testo originale di Key subì rimaneggiamenti fin dalla prima ora; in particolare, il manoscritto fu emendato dal volantino a stampa in alcune forme singolari che furono volte al plurale (rocket, bomb, footstep), e così vengono cantate, con particolare evidenza nel passaggio «the bomb[s] bursting in air», dove l'alterazione morfologica non è mascherata nella pronuncia dal genitivo sassone. Il testo che segue è conforme per ortografia e punteggiatura al manoscritto originale.
| Testo originale | Traduzione |
| --- | --- |
| O say can you see, by the dawn's early light, What so proudly we hail'd at the twilight's last gleaming, Whose broad stripes and bright stars through the perilous fight O'er the ramparts we watch'd were so gallantly streaming? And the rocket's red glare, the bomb bursting in air, Gave proof through the night that our flag was still there, O say does that star-spangled banner yet wave O'er the land of the free and the home of the brave? On the shore dimly seen through the mists of the deep Where the foe's haughty host in dread silence reposes, What is that which the breeze, o'er the towering steep, As it fitfully blows, half conceals, half discloses? Now it catches the gleam of the morning's first beam, In full glory reflected now shines in the stream, 'Tis the star-spangled banner — o long may it wave O'er the land of the free and the home of the brave! And where is that band who so vauntingly swore, That the havoc of war and the battle's confusion A home and a Country should leave us no more? Their blood has wash'd out their foul footstep's pollution. No refuge could save the hireling and slave From the terror of flight or the gloom of the grave, And the star-spangled banner in triumph doth wave O'er the land of the free and the home of the brave. O thus be it ever when freemen shall stand Between their lov'd home and the war's desolation! Blest with vict'ry and peace may the heav'n rescued land Praise the power that hath made and preserv'd us a nation! Then conquer we must, when our cause it is just, And this be our motto — “In God is our Trust,” And the star-spangled banner in triumph shall wave O'er the land of the free and the home of the brave. | Di', vedi alle prime luci dell'alba Quello che fieri abbiamo salutato all'ultimo sfolgorio del crepuscolo? Le cui ampie strisce e brillanti stelle, nel pericolo della battaglia, Ondeggiavano valorose sui bastioni che guardavamo? E il bagliore rosso del razzo, la bomba che esplodeva in aria Hanno provato attraverso la notte che la nostra bandiera era ancora lì. Di', dunque, sventola ancora quella bandiera adorna di stelle Sulla terra dei liberi e la patria dei coraggiosi? Sulla costa, appena visibile nelle nebbie dell'oceano, Dove l'armata altera del nemico giace in silenzio atterrito, Che cos'è quella cosa che la brezza, sul crinale che torreggia, Soffiando intermittente a tratti vela e svela? E adesso coglie il luccichio del primo raggio del giorno E riflessa dal pieno della gloria risplende ora sulla marea: È la bandiera adorna di stelle! Che possa sventolare a lungo Sulla terra dei liberi e la patria dei coraggiosi. Dov'è quella brigata che arrogante ha giurato Che la devastazione della guerra e la confusione della battaglia Ci avrebbero tolto la casa e della Patria? Il suo sangue ha lavato la contaminazione del suo sordido passo. Nessun rifugio ha salvato il mercenario e lo schiavo Dal terrore della fuga, dalle tenebre della morte. E la bandiera adorna di stelle davvero sventola trionfante Sulla terra dei liberi e la patria dei coraggiosi. Così sia per sempre quando gli uomini liberi resisteranno Tra la casa amata e la desolazione della guerra! Sia benedetta di pace e vittoria la nazione salvata dal Cielo, Sia lodato l'Onnipotente che ci ha creati e protetti come nazione. Perciò vinceremo, quando è giusta la nostra causa, E sarà il nostro motto: “Confidiamo in Dio”. E la bandiera adorna di stelle garrirà vittoriosa Sulla terra dei liberi e la patria dei coraggiosi! |

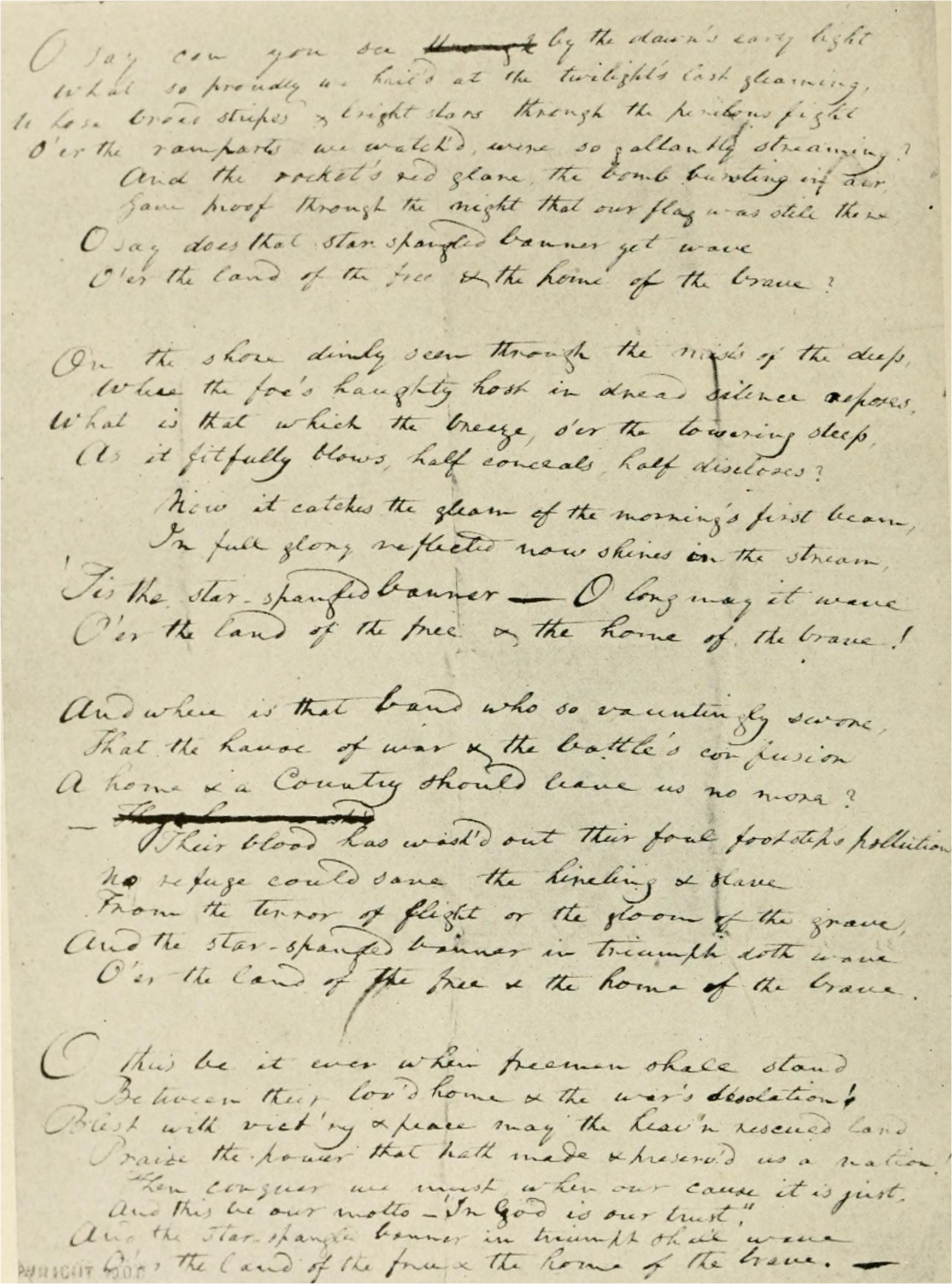
Il manoscritto originale

La composizione multietnica della popolazione degli Stati Uniti, dovuta alle numerose ondate di immigrazione da tutto il mondo, all'esistenza di territori subnazionali e alla presenza di popoli nativi, ha ispirato la traduzione non ufficiale del testo in varie lingue, con una più datata versione in tedesco (Das Star-Spangled Banner, 1861), una in spagnolo (La bandera de las estrellas, 1919), altre in yiddish (Star spendgl bener), francese (La Bannière étoilée), samoano, irlandese (An Bhratach Ghealréaltach), navajo, cherokee. La terza strofa è stata tradotta in latino.
Nel contenuto il testo è stato fatto oggetto di critiche tardive (XX-XXI secolo) per l'apparente schiavismo del verso «No refuge could save the hireling and slave» («Nessun rifugio ha salvato il mercenario e lo schiavo»). È noto che Key era proprietario di sette schiavi acquistati in eredità e che ne liberò quattro nel 1842, offrendo un alloggio vitalizio a uno di essi; non fu abolizionista, ma piuttosto, come socio fondatore dell'American Colonization Society, impegnato in un (pur controverso) progetto di «rimpatrio» in Africa degli ex schiavi. È vero d'altro canto che tra le file britanniche militavano, oltre ai mercenari, i Colonial Marines, schiavi assoldati dagli inglesi dietro promessa di liberazione, e Key li vide sempre come traditori; nondimeno, l'accusa di schiavismo e razzismo, sostiene Mark Clague, appare distorta e sproporzionata. Piuttosto il verso si caratterizza per una forte retorica antibritannica che ne consigliò la rimozione dalle edizioni apparse durante la prima guerra mondiale per non offendere il Regno Unito.

## Musica
Fu la prima edizione dell'inno completa della musica, presso Carr a Baltimora nel 1814, a mutare il titolo in The Star-Spangled Banner. La partitura indica il titolo del brano originario, presenta l'indicazione di tempo Con spirito, mantiene il metro di 64 e la tonalità di do maggiore; aggiunge poi un'introduzione – identica alla prima frase del canto – e una breve coda strumentale. Vi sono modifiche ritmiche e una vistosa variazione melodico-armonica: in tutta la prima parte, il quarto grado è più volte elevato di un semitono (fa♯) e rivela così la presenza di una doppia dominante. Quest'accordo è infatti recepito dalla versione di servizio raccomandata dal Codice per l'inno nazionale. In quest'edizione appare inoltre la corona e quindi la sospensione del tempo con prolungamento della nota corrispondente (sulla parola wave dell'ultimo verso della prima strofa) che prelude alla conclusione del brano; anche tale scelta è recepita dalle versioni standardizzate nel Novecento.
La versione viene riportata di seguito ignorando le ripetizioni e sviluppando gli abbellimenti. La voce è raddoppiata da una parte di tastiera.
b) Carr 1814
Nel corso del tempo l'inno si è ulteriormente evoluto e, nella confusione delle versioni, emerse un arrangiamento di Sousa del 1879. Negli anni 1917-1918 due comitati approvarono due versioni distinte. Il primo, composto da cinque musicisti e musicologi (Damrosch, Earhart, Gantvoort, Sonneck, Sousa), promosse la versione standard, che debuttò in pubblico il 5 dicembre 1917; il secondo, cosiddetto Committee of Twelve, la versione di servizio militare che fu poi recepita dal Codice per l'inno nazionale. Le due versioni differiscono solo per piccoli dettagli ritmico-armonici.

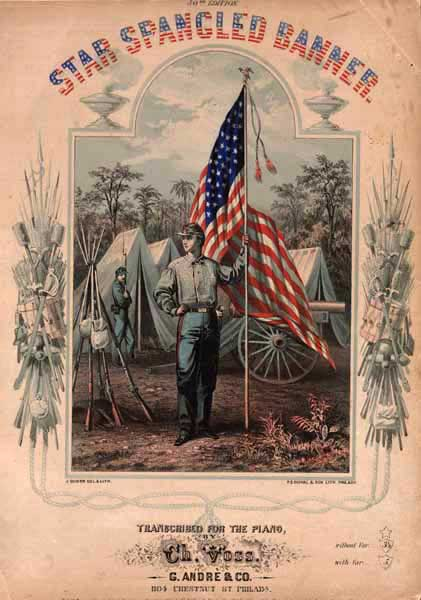
Un'edizione dell'epoca della guerra di secessione (1862)

In entrambi i casi l'inno è scritto in 34 e l'indicazione di tempo è With spirit (traduzione dell'indicazione originale in italiano), specificata da un'indicazione metronomica di 104 bpm al quarto; sui due versi conclusivi però il tempo viene rallentato a 96 bpm. Le esecuzioni più moderne, peraltro, adottano per tutto l'inno un tempo più lento e maestoso.
Il Codice per l'inno nazionale raccomanda l'uso, nelle esecuzioni comuni strumentali e vocali, della versione di servizio in la♭ maggiore, anziché in si♭ maggiore come scritta dal Committee of Twelve, riservando questa seconda tonalità alle esecuzioni destinate a voci più acute (da intendere donne e bambini). L'inno infatti possiede una notevole estensione (un'ottava più una quinta), e la tonalità originaria di do maggiore in cui la melodia sale fino al sol4 si adatta solo a voci particolarmente acute.
Rispetto alla prima pubblicazione scompaiono l'introduzione e la coda e, in generale, sono introdotti alcuni ritmi puntati mentre altri sono rimossi; la variazione più evidente e caratteristica, però, è l'arpeggio discendente sull'accordo di tonica (con le prime due note in ritmo puntato sull'O iniziale e l'ultima su say) che sostituisce la ripetizione della sola tonica presente nell'edizione del 1814.
Nell'esempio che segue entrambe le versioni sono trasportate in la♭ maggiore. È aggiunto un accompagnamento con l'armonia applicata dalla versione di servizio, nel rivolto indicato dalla partitura. Ciò mette in evidenza le due dominanti secondarie: do maggiore (III grado) e la doppia dominante si♭7 (II), che risolvono rispettivamente su fa minore (VI) e mi♭ maggiore (V = dominante). Si notano anche le varie modifiche melodiche e ritmiche, in particolare il moderno attacco arpeggiato sulla sillaba O, la scomparsa del ritmo puntato su say can [you] e la sua comparsa invece su by the [dawn's].
c) Carr 1814
d) Committee of Twelve 1918

## Citazioni e interpretazioni

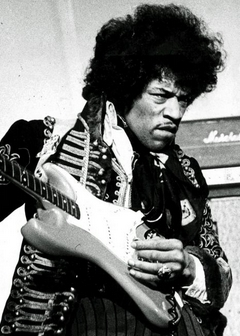
Jimi Hendrix

Le battute iniziali dell'inno (corrispondenti al primo verso del testo) sono citate più volte da Puccini nella Madama Butterfly (1904), dove il protagonista maschile Pinkerton è un ufficiale di marina statunitense.
Numerose sono state le interpretazioni di The Star-Spangled Banner da quando José Feliciano ne offrì una versione blues al Tiger Stadium di Detroit nel 1968, alcune delle quali controverse. È il caso, oltre che proprio di quella di Feliciano, della versione di chitarra elettrica che Jimi Hendrix rese più volte in concerto dopo il 1968, tra le quali è celebre quella del festival di Woodstock (1969). Mediante effetti di plettro e leva tremolo l'artista fu in grado di simulare le esplosioni di razzi e bombe di cui parla il testo, rendendo così ambiguo il sottotesto, in bilico tra patriottismo e protesta contro la guerra del Vietnam (l'interpretazione popolare della versione ritiene sia di protesta).
Altre interpretazioni su toni soul e a cappella, miranti a conferire all'inno speciale espressività, si devono ad Aretha Franklin, Whitney Houston, Beyoncé (quest'ultima cantò The Star-Spangled Banner per il secondo insediamento di Barack Obama; Whitney Houston incise l'inno in un omonimo singolo di beneficenza per i militari impegnati nella guerra del Golfo).
Secondo il musicologo Mark Clague, mentre l'originario metro ternario è energico e funzionale alla celebrazione della vittoria, l'aggiunta di un movimento alle battute dell'inno in queste versioni, che trasforma il metro in 44 come segue,
e) Beyoncé 2013
(Mark Clague)